# Die Unicorn und der Aufstand der Elfen
Die Unicorn und der Aufstand der Elfen (Originaltitel Voyage of the Unicorn) ist ein US-amerikanisch-kanadischer Fantasyfernsehzweiteiler aus dem Jahr 2001 von Philip Spink.

## Handlung
Dr. Alan Aisling ist ein anerkannter Professor für Altertum und Mythologie. Nach dem Tod seiner Frau, einer Kinderbuchautorin, ist er darum bemüht, seinen beiden Töchtern ein schönes Leben zu bieten und keine negative Stimmung aufkommen zu lassen. Er selbst versucht seine Einsamkeit zu verbergen. Seine jüngere Tochter Cassie wird seit einiger Zeit von Tagträumen heimgesucht, von der mythischen Welt, die ihre Mutter einst in ihren Zeichnungen und Geschichten erschuf. Das Verhältnis zwischen ihr und ihrer älteren Schwester Miranda ist alles andere als gut. Diese hat sich als Schutz vor der Außenwelt einen Zynismus angewöhnt.
Wenig später geschieht der Familie etwas Unglaubliches: Zwei Zwerge erscheinen und helfen der Familie Aisling, vor einer Horde monströser Trolle zu fliehen. Sie retten sich an Bord eines mysteriösen Schiffes namens The Unicorn. Sie erhalten die Aufgabe, den weisen, wohlwollenden Drachen zu finden, der einst die legendären Feeninseln beherrschte, bevor die Dämonentrolle eintrafen und diese eroberten.
Sie werden zu Elfenkönig Oberon und dessen Königin Titania gebracht, wo sie in den Plan mit einbezogen werden. Sie nehmen an der Suche teil, die ihnen die Wunder der mythologischen Welten zeigt: Sie erleben feuerspeiende Drachen, die Sirenengesänge der Meerjungfrauen auf hoher See und schließen Frieden mit dem Minotaurus aus dem Labyrinth. Die Ereignisse lassen Vater und Töchter wieder näher aneinanderrücken. Begleitet werden sie vom Magier Mage.

## Hintergrund
Der Fernsehfilm basiert lose auf dem Roman Voyage of the Basset von James C. Christensen. Drehorte waren unter anderen Richmond und Vancouver im kanadischen British Columbia. Große Teile des Films wurden in der University of British Columbia realisiert. Der Film erschien in den USA und Kanada am 1. März 2001. Seine Premiere in Deutschland wurde am 22. Juni 2002 gefeiert.

## Rezeption
„Miniserie voller Magie, Abenteuer und atemberaubender Spezialeffekte.“

In der Internet Movie Database hat der Film bei über 233 Stimmenabgaben eine Wertung von 6,4 von 10,0 möglichen Sternen (Stand: 11. Juni 2022).